# کیکو تورس
کیکو تورس (انگلیسی: Kiko Torres؛ زادهٔ ۲۸ اکتبر ۱۹۷۵) بازیکن فوتبال اهل اسپانیا است.
از باشگاه‌هایی که در آن بازی کرده‌است می‌توان به باشگاه فوتبال رئال مورسیا، باشگاه فوتبال رئال مادرید کاستیا، باشگاه فوتبال الچه، باشگاه ورزشی تنریف، و باشگاه فوتبال داندی اشاره کرد.
وی همچنین در تیم‌های ملی فوتبال زیر ۱۸ سال اسپانیا و زیر ۱۹ سال اسپانیا بازی کرده‌است.